# Кими (фильм)
«Ки́ми» (англ. KIMI) — фильм-триллер режиссёра Стивена Содерберга с Зои Кравиц в главной роли. Его премьера состоялась на платформе HBO Max 10 февраля 2022 года. Картина получила высокие оценки критиков.

## Сюжет
Главная героиня фильма Анджела Чайлдс — сотрудница технологической корпорации Amygdala в Сиэтле, которая работает дома, отслеживая входящие потоки данных с устройств «Кими» (новейших «умных колонок») и внося коррективы в программное обеспечение. Она страдает от тревоги и агорафобии, которые усугубились пандемией COVID-19. Анджела контактирует только со своим парнем Терри, соседом из дома напротив, с которым она встречается для секса в своей квартире. Однажды во время работы Анджела получает запись жестокого сексуального нападения со стороны мужчины по имени Брэд. Она узнаёт имя жертвы и находит новые записи, выясняя в итоге, что Брэд (Брэдли Хаслинг) заказал киллеру по имени Ривас убийство своей любовницы Саманты.
Анджела сообщает о случившемся начальству и попадает на приём к Натали Чоудхури, руководителю Amygdala, но та явно не хочет связываться с властями. Анджела узнаёт, что кто-то удалил голосовые записи Саманты с серверов компании, и видит, как двое неизвестных мужчин входят в офис. Тогда она убегает и направляется в офис ФБР. Ривас и его сообщники догоняют Анджелу и пытаются затолкать её в фургон, но люди на улице мешают похищению. Преступники находят Анджелу позже, накачивают наркотиками и возвращают в её квартиру, планируя убийство. На помощь Анджеле приходит её сосед Кевин. Ей удаётся вырваться и сбежать на верхний этаж, а потом она собирает оружие из нейлгана и убивает преступников.
В эпилоге Брэдли Хаслинга арестовывают, а Анджела с новой причёской завтракает с Терри.

## В ролях
- Зои Кравиц — Анджела Чайлдс;
- Рита Уилсон — босс Анджелы;
- Индия де Бофорт — Шэрон;
- Байрон Бауэрс — Терри Хьюз;
- Бетси Брэнтли — голос «Кими»;
- Алекс Добренко — Дариус Попеску;
- Эмили Курода — доктор Барнс;
- Хайме Камил — Антонио Ривас;
- Джейкоб Варгас — бандит в очках;
- Эрика Кристенсен — Саманта Геррити;
- Девин Рэтрей — Кевин;
- Робин Гивенс — мать Анджелы;
- Чарльз Халфорд — высокий бандит;

## Создание и оценки
Очередной фильм Стивена Содерберга был анонсирован 2 февраля 2021 года. Производством занялась компания New Line Cinema, сценарий написал Дэвид Кепп. Главная роль сразу досталась Зои Кравиц, в марте 2021 года к актёрскому коллективу присоединились Байрон Бауэрс, Хайме Камил, Джейкоб Варгас. Съёмки начались в апреле 2021 года в Лос-Анжелесе, где было снято большинство эпизодов с действием в помещении. Экстерьерные сцены снимали в Сиэтле. Премьера состоялась в феврале 2022 года на HBO Max, а в апреле «Кими» вышел на DVD
.
На сайте-агрегаторе отзывов Rotten Tomatoes фильм получил рейтинг 91 % со средней оценкой 7.50/10. По общему мнению рецензентов с этого ресурса, «триллер с привкусом XXI века, „Кими“ показывает режиссера Стивена Содерберга в привлекательной форме — в немалой степени благодаря выдающейся игре Зои Кравиц». На сайте Metacritic средняя оценка составила 78 баллов из 100, что указывает на «в целом благоприятные отзывы».
Журнал Harper’s Bazaar назвал «Кими» лучшим фильмом 2022 года. Многие критики увидели в картине оммаж творчеству Альфреда Хичкока и, в частности, его фильму «Окно во двор». Обозреватель «Фильм.ру» Владислав Шуравин охарактеризовал «Кими» как «умелый портрет эпохи коронавируса», для которого главное — не «политические месседжи», а «механика жанра». Рецензент журнала «Москвич Mag» Геннадий Устиян написал: «Наверное, такой должна была получиться прошлогодняя неудачная „Женщина в окне“, жаль, ее не снял Содерберг».